# Friedeburg
Friedeburg é um município da Alemanha localizado no distrito de Wittmund, estado da Baixa Saxônia.